# František Kop (právník)
František Kop (18. srpna 1906 Praha – 22. listopadu 1979 Rožnov pod Radhoštěm) byl profesor církevního práva na Právnické fakultě Masarykovy univerzity.

## Život a dílo
Narodil se v Praze, kde také absolvoval Akademické gymnázium. Pak se zapsal na Právnickou fakultu Univerzity Karlovy, církevní právo studoval u profesora Hennera a po studijních cestách do Dijonu a Paříže publikoval článek O vývoji a závaznosti dekretu Tametsi (Ukázka ze studia vývoje práva manželského). V roce 1930 získal titul doktora práv, i poté ale pokračoval ve studiu, navštěvoval přednášky historie na filozofické fakultě, a zároveň začal pracovat na svém celoživotním vědeckém díle Vývoj metropolitní pravomoci v církvi západní, které si rozvrhl do pěti svazků. V té době také vypracoval podklady pro podrobnou diecézní mapu Slovenska a publikoval práci o soudobém vztahu církve a státu, nazvané Modus vivendi, které věnoval prezidentu Edvardu Benešovi. V krizi konce 30. let pak publikoval několik vlastenecky orientovaných prací, zejména Založení Univerzity Karlovy v Praze, v níž se snažil dokázat, že pražská univerzita byla založena především pro obyvatele Království českého. V publikační činnosti nepřestal ale ani za protektorátu, kdy pracoval jako úředník Československé akciové tiskárny, zveřejnil např. velmi dobře přijaté první dva díly svého díla o vývoji metropolitní pravomoci (Obyčejový a zákonný podklad ústavy metropolitní, začátky její závislosti na moci papežské a Provedení metropolitní ústavy v mimoitalských zemích říše západořímské). Podílel se také na vydání práce Praha šest set let církevní metropolí (spolu s Antonínem Novotným a Václavem Bartůňkem).
Po válce se přesunul do Brna, kde se v roce 1945 na Právnické fakultě Masarykovy univerzity habilitoval a kde byl hned o rok později jmenován řádným profesorem církevního práva. Stále hojně publikoval, vydal např. články Trvá dosud právo metropolitní kapituly olomoucké voliti arcibiskupa? a O jasnou formulaci poměru církví ke státu v chystané ústavě Československé republiky nebo práci Odvěký doklad naší státnosti. K počátkům českého práva korunního, v níž hájil svrchovanost českého státu v rámci Svaté říše římské. Únor 1948 však (nejen) pro něj znamenal konec pedagogické i vědecké práce. Kromě krátkého období roku 1968, kdy přednesl několik přednášek na brněnské filozofické fakultě, žil až do své smrti v roce 1979 v ústraní. Od roku 1955 to byl Rožnov pod Radhoštěm, kde díky jednomu bývalému studentovi získal místo učitele hry na klavír v lidové škole umění a zároveň hrál v místním kostele na varhany.